# فاديم بتروف
فاديم بتروف (بالأوكرانية: Петров Вадим Сергійович)‏ هو لاعب كرة قدم أوكراني في مركز الهجوم، ولد في 29 سبتمبر 1995 في زاباروجيا في أوكرانيا. لعب مع Mikkelin Palloilijat ‏.

## وصلات خارجية
- فاديم بتروف على موقع قاعدة بيانات كرة القدم.إي يو (الإنجليزية)
- فاديم بتروف على موقع Soccerway.com (الإنجليزية)